# Ron Perlman
Ronald Francis "Ron" Perlman (Washington Heights, 13 de abril de 1950) é um ator de cinema e televisão e dublador estadunidense.

## Carreira
Perlman tornou-se célebre por suas atuações em filmes do diretor Guillermo del Toro, tais como Cronos (1993), Blade II (2002) e Hellboy (2004), onde interpretou o personagem homônimo.
Estreou no cinema com A Guerra do Fogo (1981), do diretor Jean-Jacques Annaud, com quem voltaria a trabalhar em O Nome da Rosa (1986). Após vários papéis coadjuvantes no cinema e TV, notabilizou-se por seu papel de Vincent na telessérie A Bela e a Fera, ao lado de Linda Hamilton, de 1987 a 1990, Slade na série animada Jovens Titãs, Clay Morrow em Sons of Anarchy, além de narrar o jogo pós-apocalíptico Fallout. Pelo papel de Vincent ganhou o prêmio Globo de Ouro de melhor ator em telessérie de 1988, atraindo para si um grande séquito de fãs.

## Filmografia

### Cinema
- La Guerre du Feu (1981)
- The Ice Pirates (1984)
- The Name of the Rose (1986)
- Sleepwalkers (1992)
- Cronos (1993)
- The Adventures of Huck Finn (1993)
- Police Academy: Mission to Moscow (1994)
- The City of Lost Children (1995)
- The Adventures of Captain Zoom in Outer Space (1995) (TV)
- The Last Supper (1995)
- Fluke (1995)
- The Island of Dr. Moreau (1996)
- Prince Valiant (1997)
- Alien Resurrection (1997)
- Happy, Texas (1999)
- Down (2001)
- Enemy at the Gates (2001)
- Blade II (2002)
- Star Trek Nemesis (2002)
- Looney Tunes: Back in Action (2003)
- Hellboy (2004)
- The Last Winter (2006)
- Local Color (2006)
- 5ive girls (2006)
- Desperation (2006) (TV)
- In the Name of the King: A Dungeon Siege Tale (2007)
- Hellboy II: The Golden Army (2008)
- Mutant Chronicles (2008)
- Outlander (2008)
- Bunraku (2010)
- Season of the Witch (2011)
- Conan (2011)
- Drive (2011)
- The Scorpion King: Battle for Redemption (2012)
- Pacific Rim (2012/2013)
- 13 Sins (2014)[6]
- The Bleeder (2017)
- Monster Hunter (2020)
- Don't Look Up (2021)
- Absolution (2024)

### Televisão
- Miami Vice (1987)
- Beauty and the Beast (1987-1990)
- Highlander: The Series (1996) (um episódio)
- The Outer Limits (1998) (um episódio)
- The Magnificent Seven (1998-2000)
- Charmed (2000) (um episódio)
- The Tick (2001) (um episódio)
- Masters of Horror (2006) (um episódio)
- Sons of Anarchy (2008-2014)
- Hand of God (2014-2015)
- The Blacklist (2015) (dois episódios)

### Dublagem
- Batman: The Animated Series (1992-1993) (TV)
- Animaniacs (1993) (TV)
- Mortal Kombat: Defenders of the Realm (1995) (TV)
- Fantastic Four (1995) (TV)
- Aladdin (1994) (TV)
- Iron Man (1995) (TV)
- Hey Arnold! (1996) (TV)
- Duckman (1996) (TV)
- Fallout (1997) (vídeo game)
- The New Batman Adventures (1997-1998) (TV)
- Fallout 2 (1998) (vídeo game)
- Superman: The Animated Series (1999) (TV)
- Fallout Tactics: Brotherhood of Steel (2001) (vídeo game)
- True Crime: Streets of LA (2003) (vídeo game)
- Justice League Unlimited (2004-2006) (TV)
- Teen Titans (2004-2006) (TV)
- Danny Phantom (2004-2007) (TV)
- Halo 2 (2004) (vídeo game)
- Gun (2005) (vídeo game)
- Tarzan II (2005)
- Teen Titans (2005)
- Scooby-Doo! Pirates Ahoy! (2006)
- Hellboy: Sword of Storms (2006) (TV)
- Afro Samurai (2007) (TV)
- Kim Possible (2007) (TV)
- Hellboy: Blood and Iron (2007) (TV)
- Battle for Terra (2007)
- Halo 3 (2007) (vídeo game)
- Avatar: The Last Airbender (2007) (TV)
- Hellboy: The Science of Evil (2008) (vídeo game)
- Fallout 3 (2008) (vídeo game)
- Turok (2008) (vídeo game)
- Star Wars: The Clone Wars (2008) (TV)
- Afro Samurai (2009) (vídeo game)
- Fallout: New Vegas (2010) (vídeo game)
- Archer (2010) (TV)
- Batman: The Brave and the Bold (2010) (TV)
- Tangled (2010)
- Adventure Time (2011-2017) (TV)
- Call of Duty: Black Ops III (2015) (vídeo game)
- Payday 2 (2016) (vídeo game)